# Kevin Haigen
Kevin Haigen (geboren als Kevin Higginbotham; * 6. November 1954) ist ein US-amerikanischer Tänzer und Tanzpädagoge, der seit 1976 in Europa wirkt.

## Karriere
Haigen studierte an der American Ballet School. Bevor er 1976 an das Hamburger Ballett kam, tanzte er am American Ballet Theatre. In Hamburg wurde er bei John Neumeier 1977 Erster Solist, und für ihn kreierte Neumeier auch die Titelrolle in Josephs Legende (Wiener Staatsoper 1977). Er wirkte auch am Nederlands Dans Theater, den Ballets de Monte-Carlo (sowohl als Tänzer, Ballettmeister und Choreograph), am English National Ballet und schließlich von 1988 bis 1991 beim Béjart Ballet Lausanne. 1991 kehrte Haigen zum Hamburg Ballett als Ballettmeister zurück sowie als Lehrer an der Ballettschule. Im Jahr 2006 wurde er zum Hauptballettmeister befördert. Haigen wird auch häufig als Gastlehrer eingeladen.

## Auszeichnungen
- 2019 Rolf-Mares-Preis für das Projekt Bundesjugendballett trifft Shakespeare am Ernst Deutsch Theater